# Olympische Sommerspiele 2004/Leichtathletik – Dreisprung (Frauen)
Der Dreisprung der Frauen bei den Olympischen Spielen 2004 in Athen wurde am 21. und 23. August 2004 im Olympiastadion Athen ausgetragen. 33 Athletinnen nahmen teil.
Olympiasiegerin wurde Françoise Mbango Etone aus Kamerun. Sie gewann vor der Griechin Chrysopigi Devetzi und der Russin Tatjana Lebedewa, die vier Tage später Gold im Weitsprung errang.
Athletinnen aus Deutschland, der Schweiz, Österreich und Liechtenstein waren nicht unter den Teilnehmerinnen.

## Aktuelle Titelträgerinnen
| Olympiasiegerin 2000                      | Teresa Marinowa ( Bulgarien)              | 15,20 m | Sydney 2000        |
| Weltmeisterin 2003                        | Tatjana Lebedewa ( Russland)              | 15,18 m | Paris 2003         |
| Europameisterin 2002                      | Ashia Hansen ( Großbritannien)            | 15,00 m | München 2002       |
| Panamerikanische Meisterin 2003           | Mabel Gay ( Kuba)                         | 14,42 m | Santo Domingo 2003 |
| Zentralamerika und Karibik-Meisterin 2003 | Suzette Lee ( Jamaika)                    | 13,89 m | St. George’s 2003  |
| Südamerika-Meisterin 2003                 | Keila Costa ( Brasilien)                  | 13,62 m | Barquisimeto 2003  |
| Asienmeisterin 2003                       | Huang Qiuyan ( Volksrepublik China)       | 14,39 m | Manila 2003        |
| Afrikameisterin 2004                      | Yamilé Aldama ( Sudan)                    | 14,90 m | Brazzaville 2004   |
| Ozeanienmeisterin 2002                    | Véronique Boyer ( Französisch-Polynesien) | 12,64 m | Christchurch 2002  |

## Rekorde

### Bestehende Rekorde
| Weltrekord         | 15,50 m | Inessa Krawez ( Ukraine) | Göteborg, Schweden     | 10. August 1995 |
| Olympischer Rekord | 15,33 m | Inessa Krawez ( Ukraine) | Finale OS Atlanta, USA | 31. Juli 1996   |

Der bestehende olympische Rekord wurde bei diesen Spielen nicht erreicht. Am weitesten sprang die spätere Olympiazweite Chrysopigi Devetzi aus Griechenland, die in der Qualifikation am 21. August bei einem Rückenwind von 0,9 m/s 15,32 m erzielte und damit zwei Zentimeter weiter sprang als Olympiasiegerin Françoise Mbango Etone aus Kamerun im Finale am 23. August. Den olympischen Rekord verfehlte Devetzi damit um nur einen Zentimeter. Zum Weltrekord fehlten ihr achtzehn Zentimeter.

### Rekordverbesserung
Olympiasiegerin Françoise Mbango Etone verbesserte mit ihrem Sprung auf 15,30 m den Afrikarekord.

## Legende
Kurze Übersicht zur Bedeutung der Symbolik – so üblicherweise auch in sonstigen Veröffentlichungen verwendet:
| – | verzichtet |
| x | ungültig   |

Anmerkungen:
- Alle Zeitangaben sind auf Ortszeit Athen (UTC+2) bezogen.
- Alle Weiten sind in Metern (m) angegeben.

## Qualifikation
21. August 2004, 20:35 Uhr
Die Qualifikation wurde in zwei Gruppen durchgeführt. Fünfzehn Athletinnen (hellblau unterlegt) erfüllten die Qualifikationsweite für den direkten Finaleinzug von 14,45 m. Damit war die Mindestanzahl von zwölf Finalteilnehmerinnen übertroffen, das Finalfeld musste nicht weiter aufgefüllt werden.

### Gruppe A

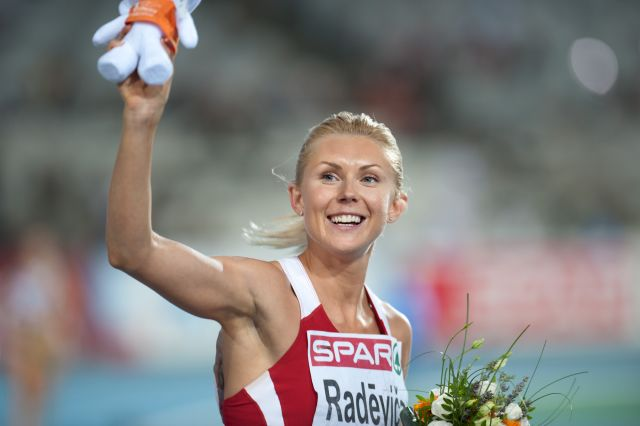
Ineta Radēviča (hier als Weitsprung-Europameisterin 2010) schied aus mit 13,12 m
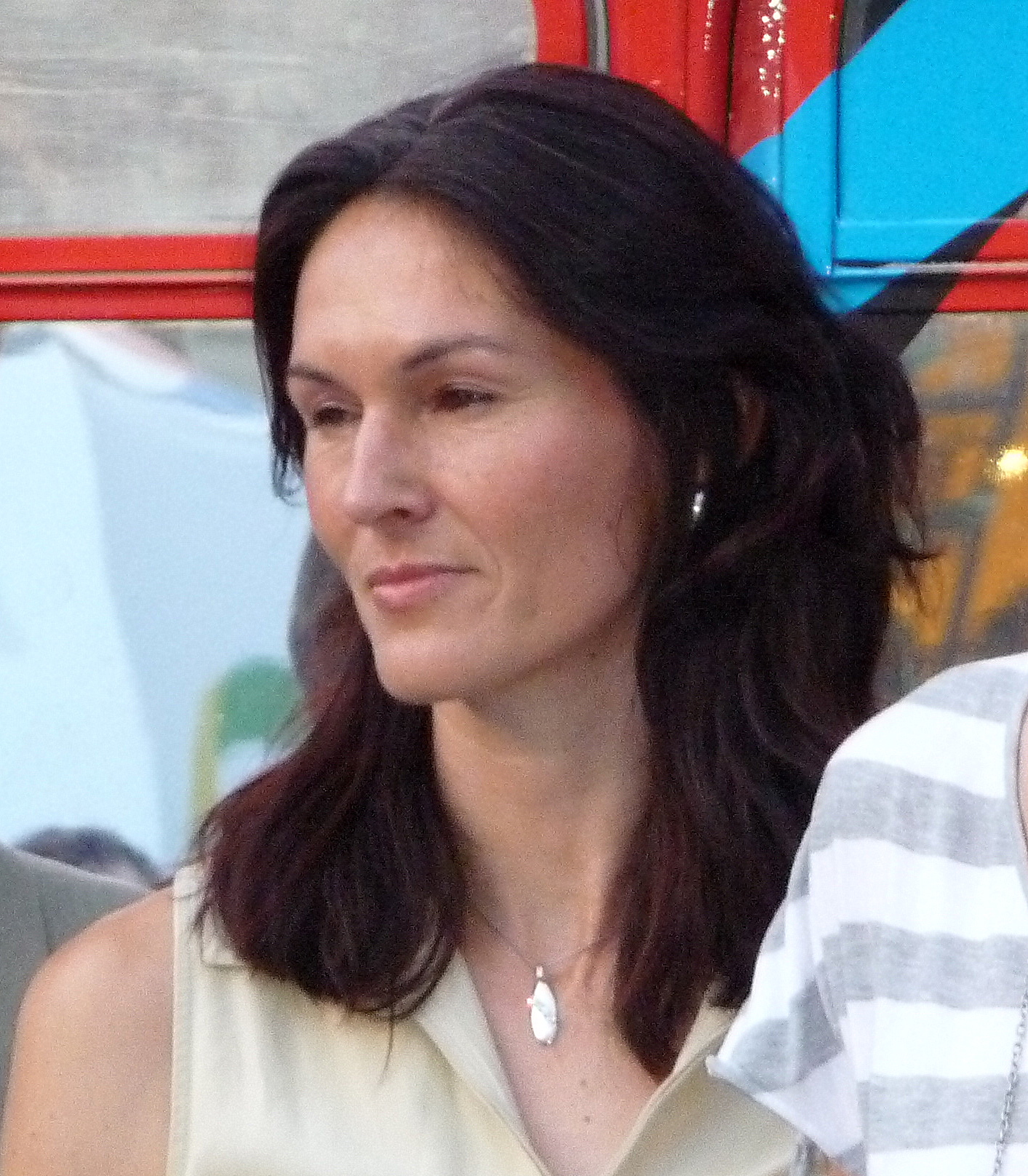
Šárka Kašpárková – ausgeschieden mit 13,79 m

| Platz | Name                | Nation              | 1. Versuch Wind (m/s) | 2. Versuch Wind (m/s) | 3. Versuch Wind (m/s) | Resultat |
| 1     | Chrysopigi Devetzi  | Griechenland        | 15,32 / +0,9          | –                     | –                     | 15,32    |
| 2     | Baya Rahouli        | Algerien            | 14,89 / +1,0          | –                     | –                     | 14,89    |
| 3     | Kéné Ndoye          | Senegal             | 14,32 / +0,9          | 14,79 / +1,6          | –                     | 14,79    |
| 4     | Tatjana Lebedewa    | Russland            | 14,71 / +0,2          | –                     | –                     | 14,71    |
| 5     | Magdelín Martínez   | Italien             | 14,57 / +0,3          | –                     | –                     | 14,57    |
| 6     | Olena Howorowa      | Ukraine             | 14,56 / +1,4          | –                     | –                     | 14,56    |
| 7     | Olga Vasdeki        | Griechenland        | x                     | 14,54 / +0,6          | –                     | 14,54    |
| 8     | Yusmay Bicet        | Kuba                | 14,21 / +1,2          | 14,53 / +1,4          | –                     | 14,53    |
| 9     | Natalja Safronowa   | Belarus             | 14,52 / +1,5          | –                     | –                     | 14,52    |
| 10    | Mariana Solomon     | Rumänien            | x                     | 14,29 / +0,9          | 14,42 / +1,2          | 14,42    |
| 11    | Maria Dimitrowa     | Bulgarien           | x                     | x                     | 14,16 / +0,6          | 14,16    |
| 12    | Ineta Radēviča      | Lettland            | 14,12 / +1,1          | 14,03 / +0,7          | 14,06 / +1,0          | 14,12    |
| 13    | Tiombe Hurd         | USA                 | 13,98 / +0,3          | 13,97 / +0,6          | 13,93 / +0,3          | 13,98    |
| 14    | Olga Bolșova        | Moldau              | 13,90 / +1,3          | 13,87 / +1,0          | 13,64 / +1,0          | 13,90    |
| 15    | Tatjana Botscharowa | Kasachstan          | 13,18 / +0,3          | 13,41 / +1,1          | 13,81 / +1,3          | 13,81    |
| 16    | Šárka Kašpárková    | Tschechien          | x                     | x                     | 13,79 / +1,5          | 13,79    |
| 17    | Zhang Hao           | Volksrepublik China | x                     | 13,30 / +0,9          | x                     | 13,30    |

### Gruppe B

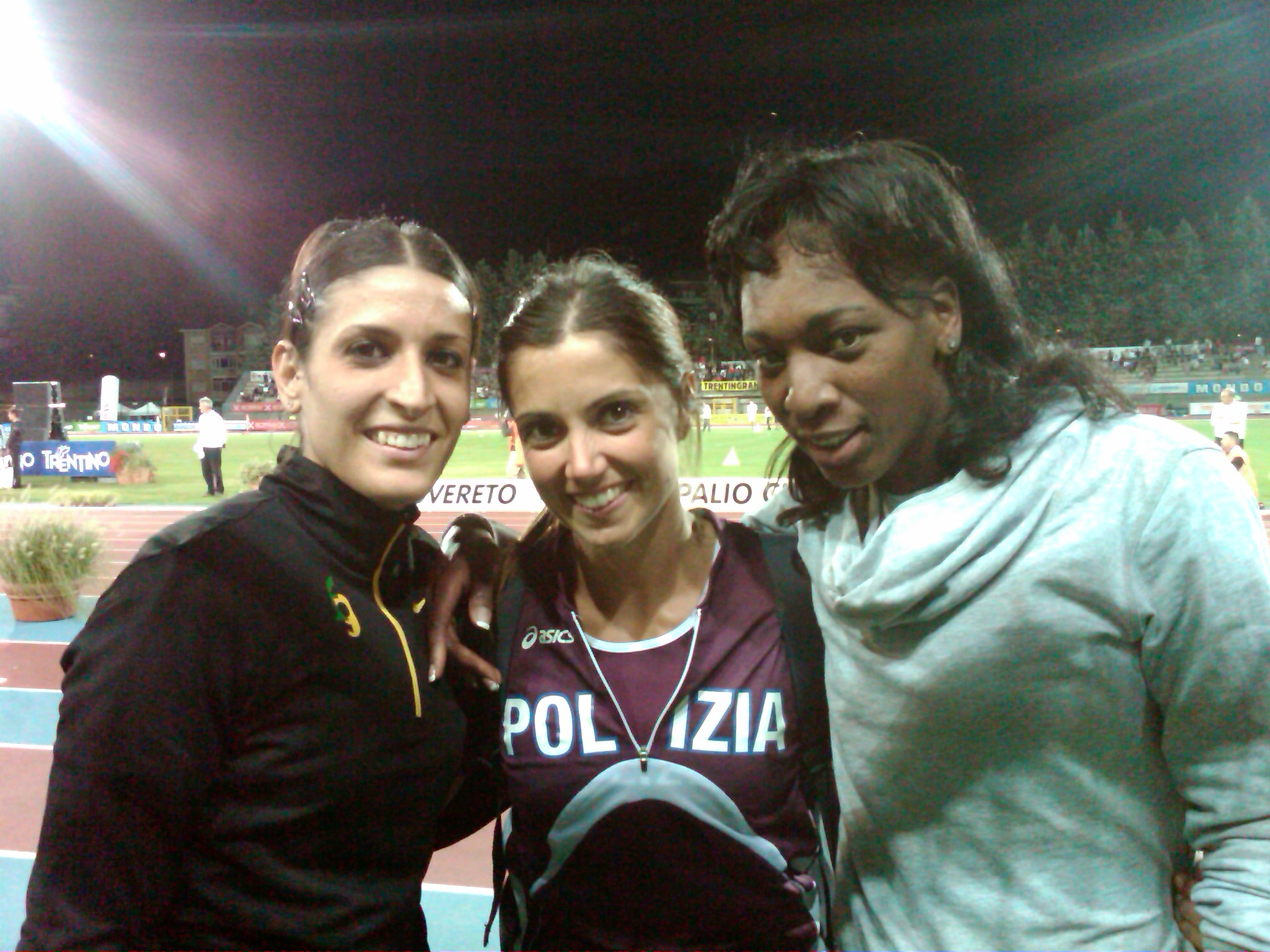
Simona La Mantia (links) – ausgeschieden mit 14,39 m
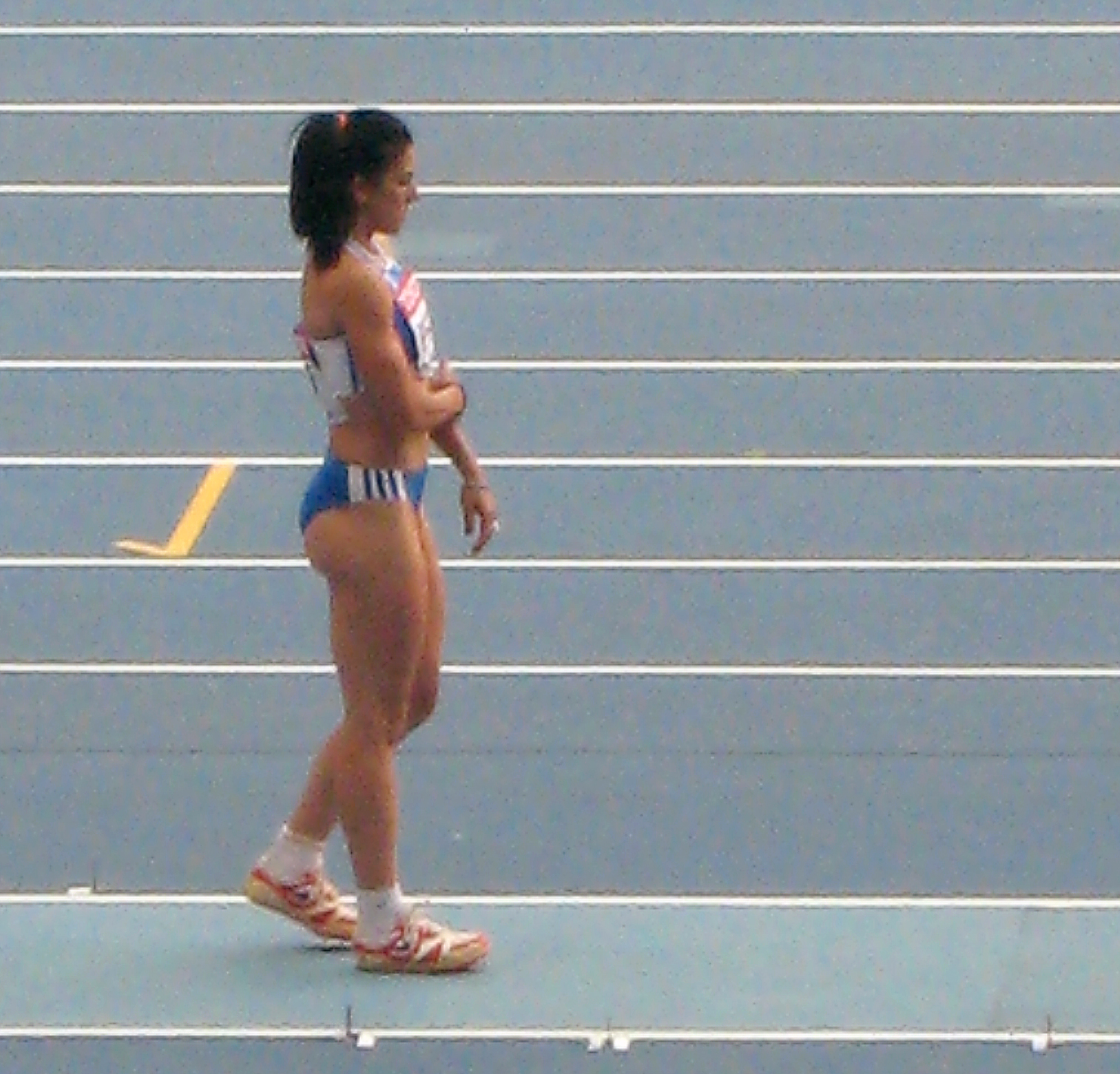
Athanasia Perra – ausgeschieden mit 13,19 m

| Platz | Name                   | Nation              | 1. Versuch Wind (m/s) | 2. Versuch Wind (m/s) | 3. Versuch Wind (m/s) | Resultat |
| 1     | Yamilé Aldama          | Sudan               | 14,80 / +0,1          | –                     | –                     | 14,80    |
| 2     | Huang Qiuyan           | Volksrepublik China | 14,09 / +1,0          | 14,29 / +0,8          | 14,66 / +0,6          | 14,66    |
| 3     | Trecia Smith           | Jamaika             | x                     | 14,65 / +0,7          | –                     | 14,65    |
| 4     | Anna Pjatych           | Russland            | x                     | 14,62 / +1,0          | –                     | 14,62    |
| 5     | Françoise Mbango Etone | Kamerun             | 14,61 / +1,2          | –                     | –                     | 14,61    |
| 6     | Adelina Gavrilă        | Rumänien            | 14,56 / +0,9          | –                     | –                     | 14,56    |
| 7     | Simona La Mantia       | Italien             | 14,00 / +0,8          | 14,39 / +0,8          | x                     | 14,39    |
| 8     | Carlota Castrejana     | Spanien             | 14,32 / +1,1          | 14,37 / +1,0          | x                     | 14,37    |
| 9     | Wiktorija Gurowa       | Russland            | 14,04 / +1,2          | x                     | 14,03 / +0,5          | 14,04    |
| 10    | Heli Koivula Kruger    | Finnland            | x                     | 13,70 / +0,2          | 13,98 / +0,9          | 13,98    |
| 11    | Anastasiya Juravlyeva  | Usbekistan          | 13,64 / +1,1          | 13,52 / +0,4          | 13,51 / +1,1          | 13,64    |
| 12    | Yuliana Perez          | USA                 | x                     | 13,62 / +0,7          | 13,51 / +1,2          | 13,62    |
| 13    | Liliana Zagacka        | Polen               | 13,36 / +1,0          | 13,59 / +0,7          | 13,41 / +0,8          | 13,59    |
| 14    | Tetyana Schurenko      | Ukraine             | x                     | 13,12 / +0,9          | 13,55 / +0,4          | 13,55    |
| 15    | Julia Dubina           | Georgien            | 13,36 / +1,1          | 12,61 / +0,9          | 12,90 / +0,4          | 13,36    |
| 16    | Athanasia Perra        | Griechenland        | 13,19 / +1,5          | x                     | –                     | 13,19    |

## Finale
23. August 2004, 18:45 Uhr
| Platz | Name                   | Nation              | 1. Versuch Wind (m/s) | 2. Versuch Wind (m/s) | 3. Versuch Wind (m/s) | 4. Versuch Wind (m/s)                         | 5. Versuch Wind (m/s)                         | 6. Versuch Wind (m/s)                         | Resultat | Anmerkung |
| 1     | Françoise Mbango Etone | Kamerun             | x                     | 15,30 / +0,6          | 15,03 / −0,3          | 15,17 / −0,1                                  | 15,21 / −0,2                                  | 15,30 / +0,5                                  | 15,30    | AF        |
| 2     | Chrysopigi Devetzi     | Griechenland        | 14,96 / −0,9          | 14,49 / −0,9          | 15,14 / +0,1          | 15,25 / −0,1                                  | x                                             | 14,92 / −0,8                                  | 15,25    |           |
| 3     | Tatjana Lebedewa       | Russland            | x                     | 14,84 / ±0,0          | 14,95 / −0,2          | x                                             | 15,04 / −0,2                                  | 15,14 / +0,7                                  | 15,14    |           |
| 4     | Trecia Smith           | Jamaika             | x                     | 15,02 / +0,5          | 13,23 / +1,0          | x                                             | x                                             | 14,70 / +0,2                                  | 15,02    |           |
| 5     | Yamilé Aldama          | Sudan               | x                     | 14,90 / −1,3          | 14,74 / +0,2          | 14,99 / −0,1                                  | 13,92 / ±0,0                                  | 14,19 / +0,1                                  | 14,99    |           |
| 6     | Baya Rahouli           | Algerien            | 14,75 / +0,8          | 14,86 / +0,8          | 14,57 / ±0,0          | 14,76 / +0,1                                  | x                                             | 14,68 / −0,2                                  | 14,86    |           |
| 7     | Magdelín Martínez      | Italien             | 14,70 / +0,4          | 14,85 / +0,8          | 14,58 / ±0,0          | 14,50 / +0,4                                  | 14,51 / −0,5                                  | 14,76 / +0,5                                  | 14,85    |           |
| 8     | Anna Pjatych           | Russland            | 14,16 / −1,6          | 14,58 / −0,2          | x                     | x                                             | x                                             | 14,79 / +0,7                                  | 14,79    |           |
|       |                        |                     |                       |                       |                       |                                               |                                               |                                               |          |           |
| 9     | Yusmay Bicet           | Kuba                | x                     | x                     | 14,57 / −0,5          | nicht im Finale der besten acht Springerinnen | nicht im Finale der besten acht Springerinnen | nicht im Finale der besten acht Springerinnen | 14,57    |           |
| 10    | Olena Howorowa         | Ukraine             | 14,07 / −1,8          | 14,35 / +0,8          | 14,35 / −0,7          | nicht im Finale der besten acht Springerinnen | nicht im Finale der besten acht Springerinnen | nicht im Finale der besten acht Springerinnen | 14,35    |           |
| 11    | Olga Vasdeki           | Griechenland        | 14,34 / −1,0          | 14,08 / +0,1          | x                     | nicht im Finale der besten acht Springerinnen | nicht im Finale der besten acht Springerinnen | nicht im Finale der besten acht Springerinnen | 14,34    |           |
| 12    | Huang Qiuyan           | Volksrepublik China | 13,85 / −0,6          | 14,33 / +1,3          | 14,04 / −0,3          | nicht im Finale der besten acht Springerinnen | nicht im Finale der besten acht Springerinnen | nicht im Finale der besten acht Springerinnen | 14,33    |           |
| 13    | Natalja Safronowa      | Belarus             | 14,20 / −1,5          | x                     | 14,22 / −0,5          | nicht im Finale der besten acht Springerinnen | nicht im Finale der besten acht Springerinnen | nicht im Finale der besten acht Springerinnen | 14,22    |           |
| 14    | Kéné Ndoye             | Senegal             | x                     | 14,09 / −0,1          | 14,18 / −0,2          | nicht im Finale der besten acht Springerinnen | nicht im Finale der besten acht Springerinnen | nicht im Finale der besten acht Springerinnen | 14,18    |           |
| 15    | Adelina Gavrilă        | Rumänien            | x                     | x                     | 13,86 / −0,6          | nicht im Finale der besten acht Springerinnen | nicht im Finale der besten acht Springerinnen | nicht im Finale der besten acht Springerinnen | 13,86    |           |

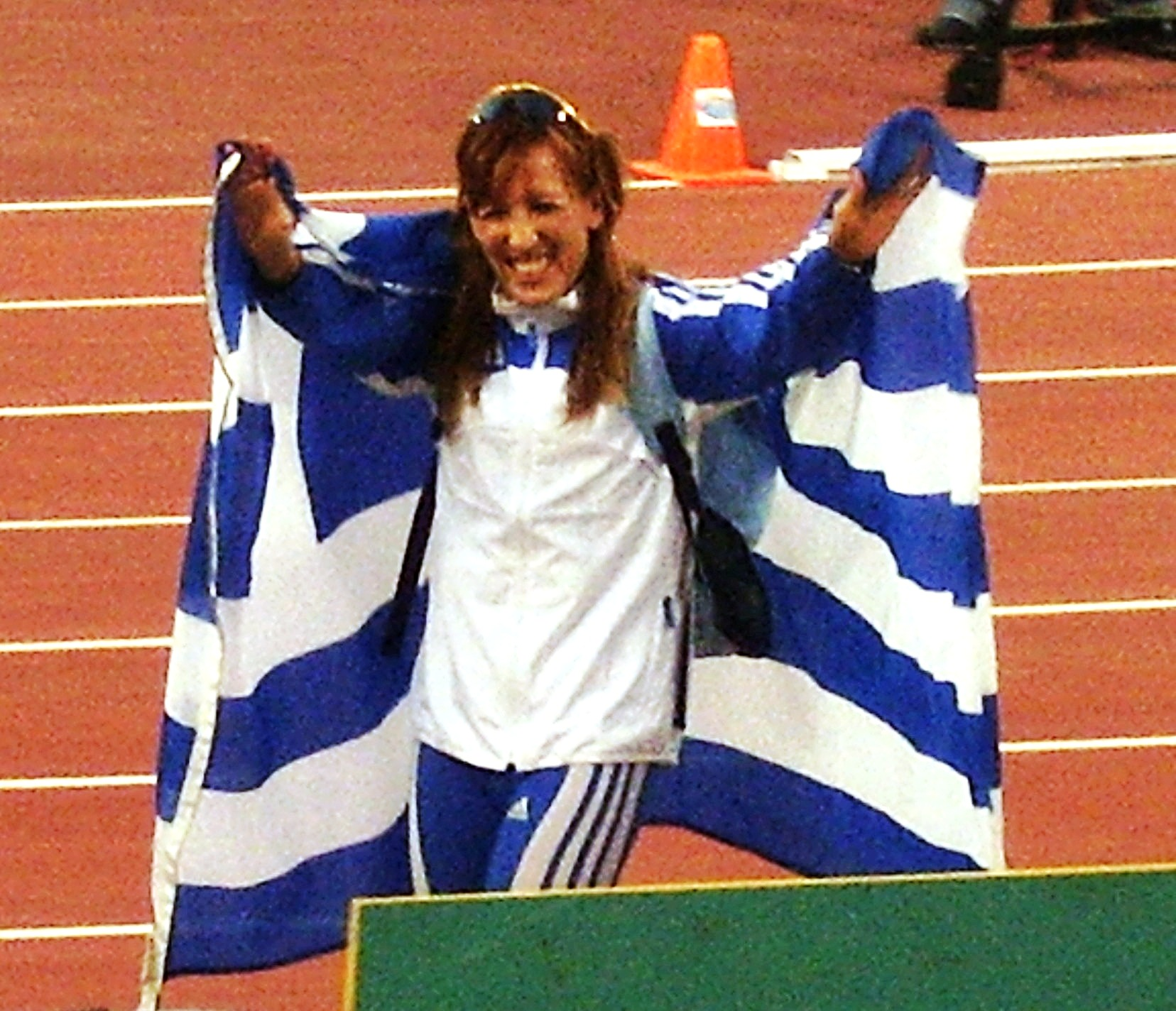
Silbermedaillengewinnerin Chrysopigi Devetzi

Für das Finale hatten sich fünfzehn Athletinnen qualifiziert, die alle die Qualifikationsweite erreicht hatten. Vertreten waren je zwei Griechinnen und Russinnen sowie je eine Teilnehmerin aus Algerien, China, Italien, Jamaika, Kamerun, Kuba, Rumänien, Senegal, dem Sudan, der Ukraine und Weißrussland.
Als Favoritin trat vor allem die zweifache russische Weltmeisterin Tatjana Lebedewa (2001/2003) an, die auch im vier Tage später stattfindenden Weitsprung zu den aussichtsreichsten Medaillenkandidatinnen gehörte und dort schließlich Gold gewinnen sollte. Ihre wohl stärkste Konkurrentin war die zweifache Vizeweltmeisterin Françoise Mbango Etone aus Kamerun. Nach ihrem starken Auftreten in der Qualifikation war gerade vor ihrem Heimpublikum sicherlich auch mit der Griechin Chrysopigi Devetzi zu rechnen. Zum weiteren Kreis der Anwärterinnen auf vordere Platzierungen gehörten die italienische WM-Dritte Magdelín Martínez sowie die russische WM-Vierte Anna Pjatych.
Das Finale begann recht nervös, im ersten Durchgang gab es sieben ungültige Sprünge. Zur Freude der Zuschauer führte Devetzi mit 14,96 m. In Runde zwei gab es dann durch Mbango Etone mit 15,30 m und der Jamaikanerin Trecia Smith mit 15,02 m die ersten Resultate über der 15-Meter-Marke. Es ging sehr eng zu nach diesem Durchgang. Devetzi, die sich zunächst nicht hatte verbessern können, war Dritte, es folgte die gebürtige Kubanerin Yamilé Aldama, die hier für den Sudan startete, mit 14,90 m vor der Algerierin Baya Rahouli (14,86 m), der Italienerin Magdelín Martínez (14,85 m) und Lebedewa (14,84 m). Die dritte Runde brachte wieder zwei Weiten von mehr als fünfzehn Meter. Die führende Mbango Etone sprang 15,02 m und Devetzi gelangen jetzt 15,14 m, womit sie sich auf Rang zwei verbesserte. Smith blieb Dritte, während Lebedewa sich mit ihren 14,95 m auf Platz vier schob. Im vierten Durchgang demonstrierte Mbango Etone mit 15,17 m wiederum ihre Überlegenheit. Mit Ausnahme des ersten ungültigen Versuchs waren all ihre Sprünge weiter als fünfzehn Meter. Devetzi steigerte sich auf 15,25 m. Damit kam sie bis auf fünf Zentimeter an Mbango Etones Bestweite heran und untermauerte ihren zweiten Platz. Aldama verdrängte mit ihren 14,99 m Lebedewa vom vierten Rang. Zwischen dem dritten Platz für Smith und dem fünften für Lebedewa lagen nur sieben Zentimeter, und jede Athletin hatte noch zwei Versuche. Diese nutzte Lebedewa. In Durchgang fünf übertraf sie mit ihren 15,04 m Smiths Bestweite um zwei Zentimeter und war damit Dritte. Tatjana Lebedewas letzter Sprung ging schließlich auf 15,14 m, womit sie elf Zentimeter hinter Chrysopigi Devetzi Bronze gewann. Olympiasiegerin wurde Françoise Mbango Etone mit ihren 15,30 m aus dem zweiten Durchgang. Platz vier belegte Trecia Smith vor Yamilé Aldama, Baya Rahouli und Magdelín Martínez.

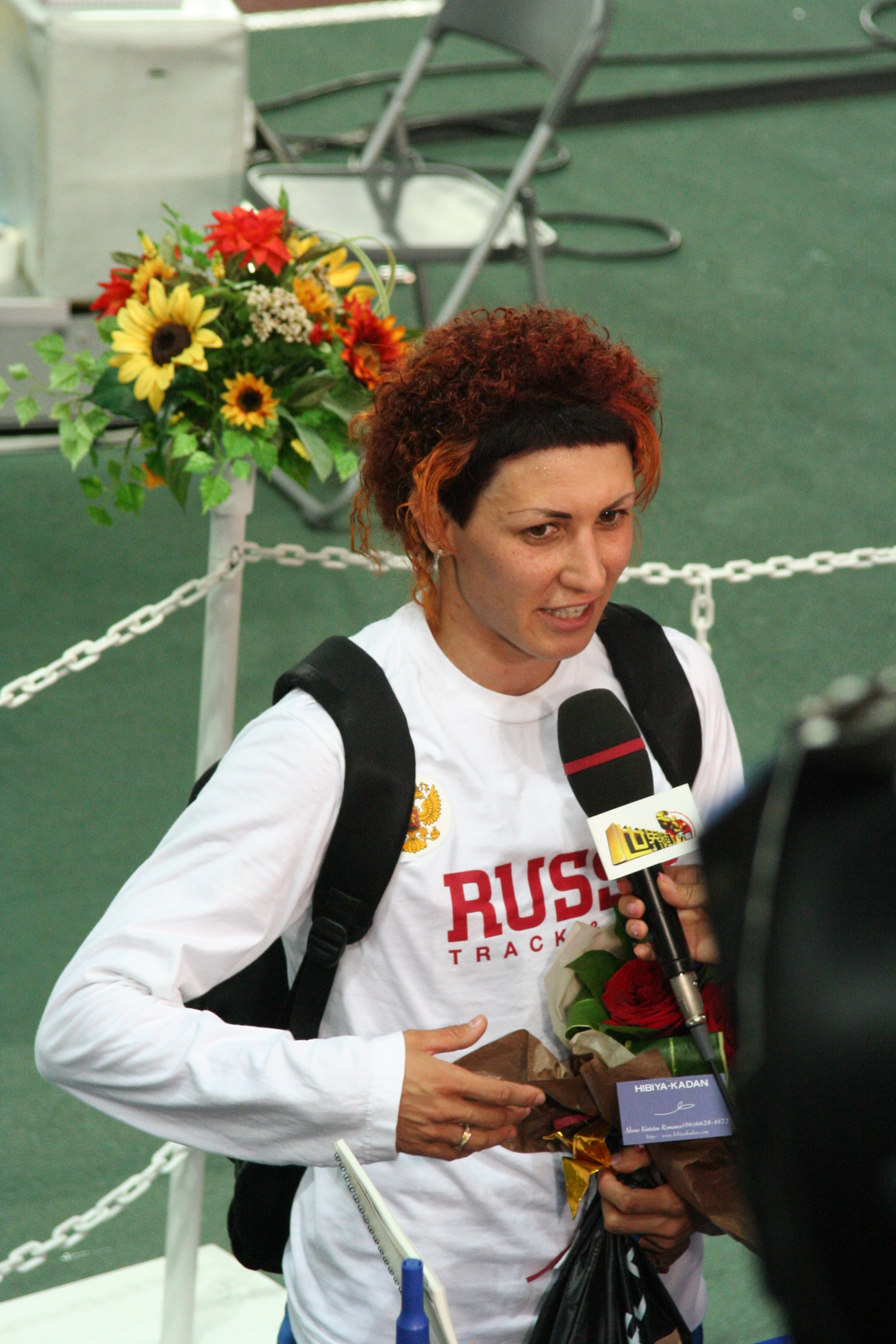
Bronzemedaillengewinnerin Tatjana Lebedewa – vier Tage später Olympiasiegerin im Weitsprung
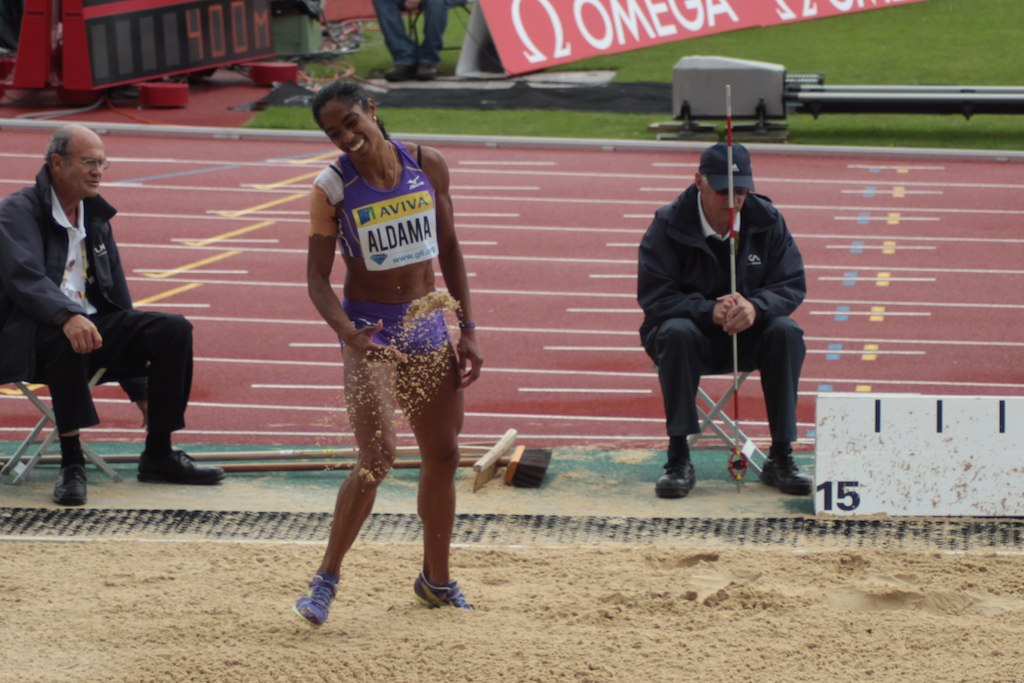
Die Olympiafünfte Yamilé Aldama
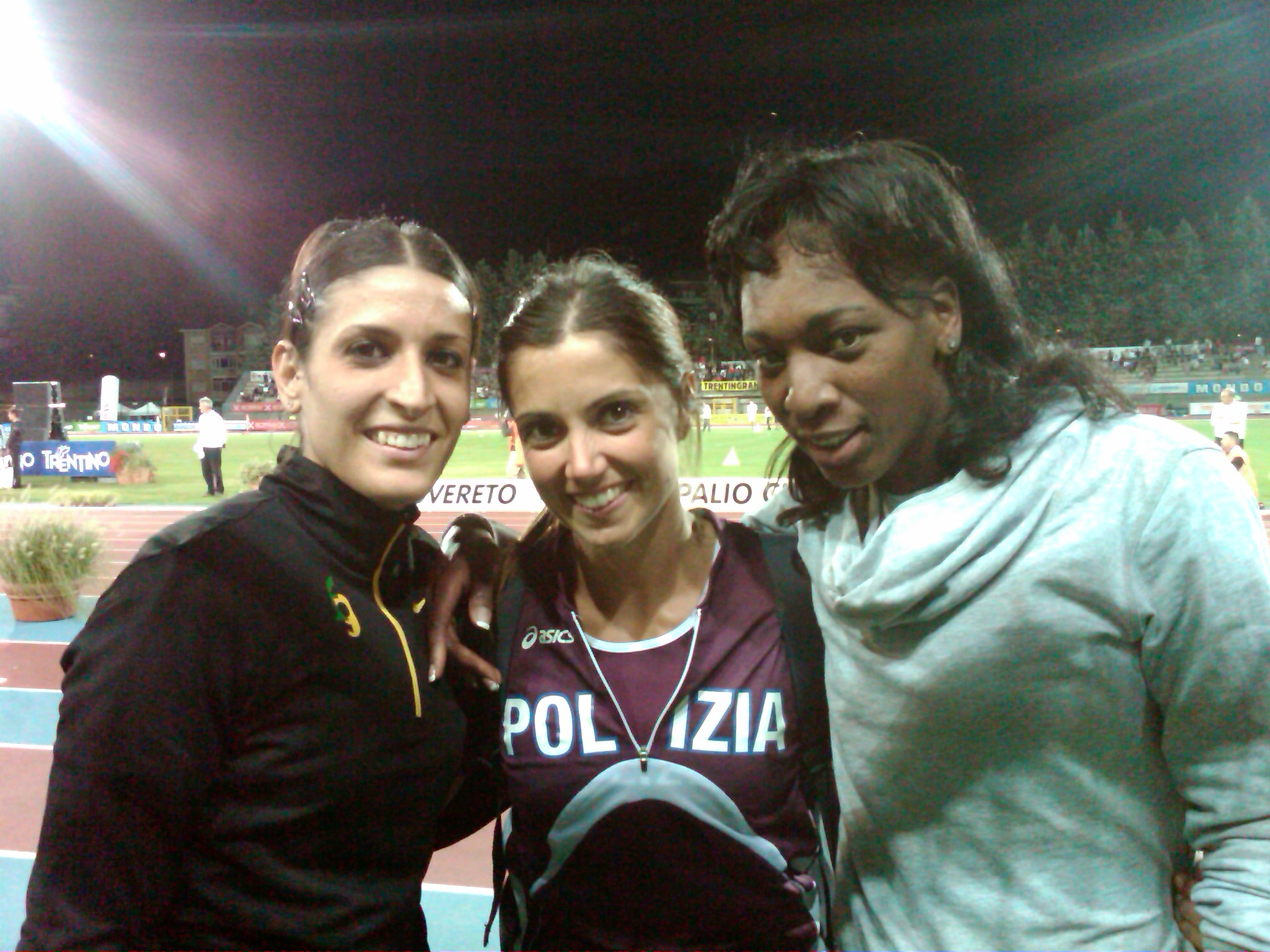
Magdelín Martínez (rechts) kam auf den siebten Rang
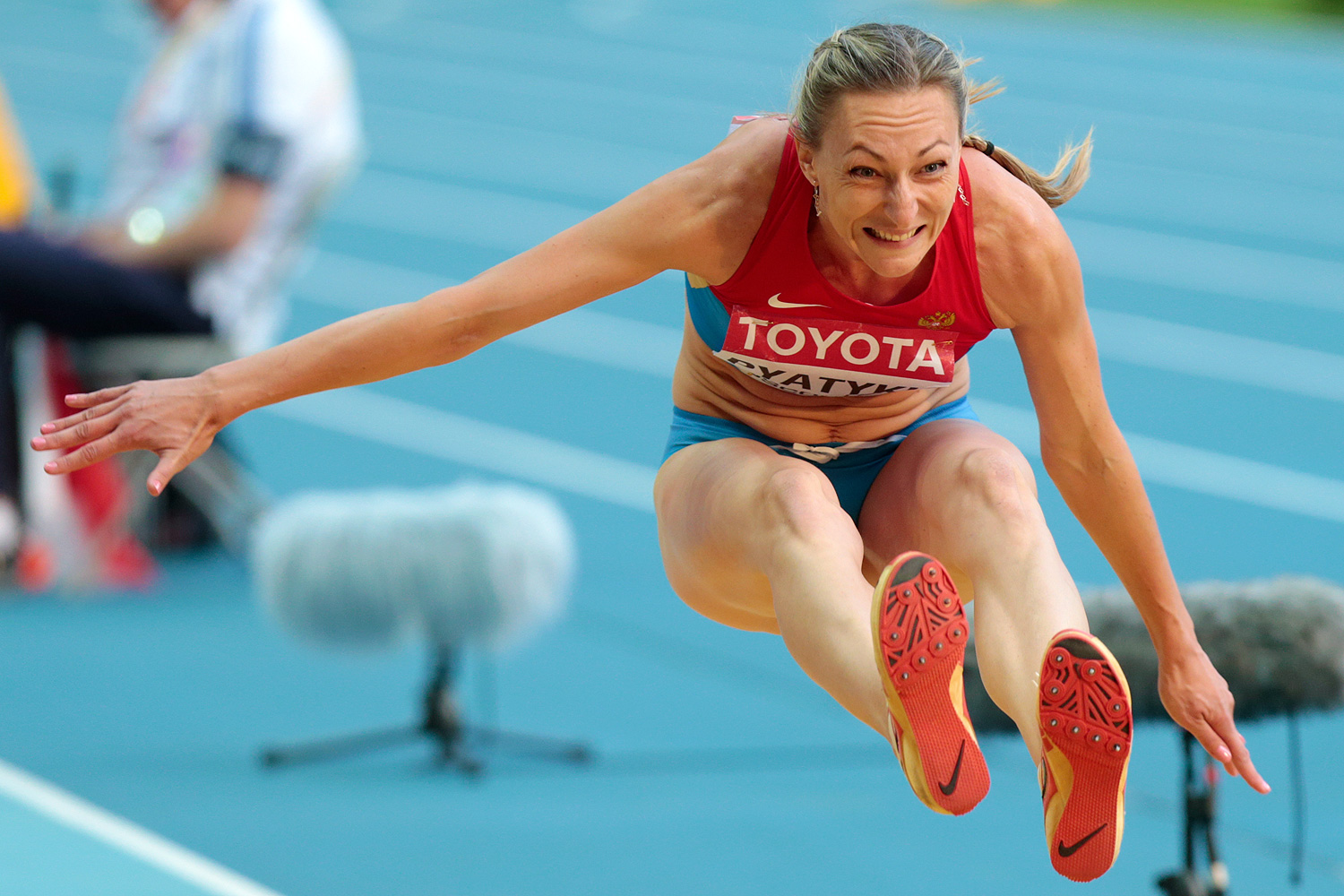
Anna Pjatych erreichte Platz acht

## Video
- Athens 2004 Olympic Games - Hrysopiyi Devetzi - Women's triple jump, youtube.com, abgerufen am 27. Februar 2022